# Prey Veng (thành phố)
Prey Veng là thành phố lớn thứ năm ở Campuchia với dân số 73.300 người. Đây là tỉnh lỵ của tỉnh Prey Veng. Thành phố này nằm trên quốc lộ 11, nơi có đường nối quốc lộ 11 với quốc lộ 7 (nối Neak Luong và Kampong Cham). Có nhiều du khách tham quan thành phố này. Thành phố này có một số tòa nhà thời thuộc địa. Có một hồ nước lớn ở rìa tây của thành phố, một hồ nước khô cạn từ tháng 3 đến tháng 8 và người ta cấy lúa trên bề mặt hồ vào thời gian này.